# آرمیسون
آرمیسون (به فرانسوی: Armissan) یک کمون در فرانسه است که در اود (فرانسه) واقع شده‌است. آرمیسون ۱۲٫۵۱ کیلومتر مربع مساحت دارد.